# 1234 км (зупинний пункт)
1234 кіломе́тр — пасажирський залізничний зупинний пункт Лиманської дирекції Донецької залізниці.
Розташований за селом Кальчик на повороті у напрямку Кирилівки Маріупольського району, Донецької області на лінії Маріуполь-Порт — Волноваха між станціями Кальчик (3 км) та Карань (19 км).
На платформі зупиняються приміські електропоїзди.